# الاسایل
الاسایل (به لاتین: Elasayel) یک منطقهٔ مسکونی در افغانستان است که در ولایت بامیان واقع شده‌است.